# Shiikh
Shiikh (somalijski: Sheekh, arabski شَيخ) − miasto w regionie Togdheer w Somalii, na terenie Somalilandu. Znajduje się 70 km na północ od Burco.